# Henry Rabusson
Henry Rabusson (* 28. August 1850 in Neuilly-sur-Seine, Département Hauts-de-Seine; † 1. Februar 1922 in Paris) war ein französischer Schriftsteller.

## Leben
Rabusson war ein Sohn des Offiziers Alfred Jean Rabusson und dessen Ehefrau Euphèmie de Lapeyrière. Der Kunstsammler Augustin Lapeyrière (1779–1831) war, wie auch général-baron Jean Rabusson, sein Großvater.
Kurz vor dem Deutsch-Französischen Krieg ließ sich Rabusson in Paris nieder. In seinen ersten Artikeln berichtete er vom beginnenden Krieg und dabei wurde der Verleger François Buloz (1803–1877) auf ihn aufmerksam und wollte ihn für seine Zeitschrift Revue des Deux Mondes gewinnen. Die endgültige Zusammenarbeit mit dieser monatlich erscheinenden Kulturzeitschrift geschah aber erst unter dessen Sohn Charles Buloz (1843–1905). Gelegentlich benutzte Rabusson auch das Pseudonym La Feuillée.
Daneben konnte Rabusson mit den Jahren ein großes literarisches Werk veröffentlichen, für das er von der Literaturkritik wie auch von seinen Lesern gelobt wurde. Nach dem Ersten, spätestens aber nach dem Zweiten Weltkrieg, wurde Rabusson nicht mehr gelesen und heute ist er nahezu vergessen.
Rabusson starb am 1. Februar 1922 in Paris und fand dort auch seine letzte Ruhestätte.

## Werke (Auswahl)
Unter seinem eigenen Namen
- Dans le monde. Paris 1882.
- L’aventure de Mlle de Saint-Alais. Paris 1885.
- L’amie. Paris 1885.
- Un homme d’aujourd’hui. Paris 1887.
- Mon capitaine. Paris 1888.
- L’illusion de Florestan. Paris 1889.
- Idylle et drame de salon. Paris 1889.
  - Deutsch: Salonidylle. Engelhorn, Stuttgart 1890 (übersetzt von Emmy Becher)
- Moderne. Paris 1891.
  - Deutsch: Modern. H. Hillger, Berlin 1901 (übersetzt von E. Müller, illustriert von Wilhelm Rögge)
- Bon garçon. Mœurs de la société contemporaine. Paris 1893.
- Griffes roses. Episode contemporain. Paris 1898.
- Les colonnes d’Hercule. Paris 1905.
- Le grief secret. Paris 1907.
- La justice de l’amour. Paris 1912.
- Gogo & Cie. Une famille de la bourgeoise contemporaine. Paris 1914.

Unter dem Pseudonym La Feuillée
- Vaine rencontre. Paris 1897.
- Le cahier bleu d’un petit jeune homme. Paris 1898.